# Ловеніт
Ловеніт (рос. ловенит; англ. lavenite; нім. Lovenit m) — мінерал, флуорсилікат натрію, кальцію, манґану та циркону острівної будови.

## Загальний опис
Формула:
1. За Є. Лазаренком: (Na, Ca, Mn)3Zr[(F, OH, O)2Si2O7].
Містить (%): Na2O — 10,77; CaO — 9,7; MnO — 5,59; ZrO2 — 28,79; SiO2 — 29,63.
Домішки (%): TiO2 (2,35), Fe2O3 (4,73), Ta2O5+Nb2O5 (5,2).
2. За К.Фреєм: NaCaMnZrSi2O8F.
Сингонія моноклінна.
Зустрічається у вигляді призматичних і таблитчастих кристалів або вкраплених зерен.
Густина 3,53.
Твердість 6.
Колір жовтий до безбарвного, іноді темно-коричневий.
Блиск скляний. Напівпрозорий, спостерігається сильний плеохроїзм. Крихкий.
Вперше ловеніт був знайдений на острові Ловен (Норвегія). Асоціює з евдіалітом і катаплеїтом в нефеліновому сієніті. Зустрічається в штатах Мінас-Жерайс та Сан-Паулу (Бразилія), на островах Французької Ґвіани. Рідкісний.
За назвою родовища Ловен (W.C.Brögger, 1885).

## Різновиди
Розрізняють:
- ловеніт ромбічний (ромбічна модифікація ловеніту з лужного масиву Бурпала, Північне Прибайкалля);
- ловеніт титановий (різновид ловеніту, який містить до 12 % TiO2).